# Stadio Comunale di Monigo
Le Stadio Comunale di Monigo est une enceinte sportive située à Trévise, en Vénétie, dans le nord-est de l'Italie. Elle est utilisée principalement par l'équipe de rugby à XV du Benetton Trévise et possède une capacité de 5000 places.

## Historique
Le Stadio Comunale di Monigo est inauguré en 1975. La première rencontre qu'il accueille est une rencontre internationale entre l'Italie et la Pologne.